# Vizuális antropológia
A vizuális antropológia a kulturális antropológia részterülete. A hagyományos angolszász iskolák felfogása szerint a kulturális antropológiai terepmunka fényképekkel, filmekkel való vizuális adatolását, illusztrálását, hitelesítését jelenti. A 20. század második harmadára erősödött meg a vizuális antropológia másfajta felfogása, amely szerint a kulturálisan befolyásolt „máshogyan látás” megértése a tudományág feladata. Ekkor az antropológus az adott népcsoport vizuális médiumainak kulturálisan szabályozott használatával foglalkozik. A vizuális antropológia sokak számára egyenlő a legpopulárisabb megjelenési formájával, azaz az antropológiai dokumentumfilmmel.
Miként a kulturális antropológia, úgy a vizuális antropológiai irányzat is törekszik egyrészt a kiválasztott közösségek kultúrájának rendszerező leírására, illetve vizuális adatolására; másrészt az egyes társadalmak, társadalmi csoportok kultúrájának összehasonlítására, feltételezett kölcsönhatások tanulmányozására, transzkulturális vizsgálatokra. Jellemzi a kulturális antropológia módszertana, azaz (1) ismereteit javarészt terepmunka során szerzi, (2) holisztikus megközelítésű, vizsgálódásába a tudományok határterületein kívül lévő tudásokat is beemeli, (3) a vizsgált jelenségeket az adott kultúra törvényszerűségei alapján ítéli meg, azaz igyekszik az etnocentrizmus hatását minimalizálni, (4) jellemzi az összehasonlító, komparatív szemléletmód, (5) párhuzamosan használja az émikus és étikus szemléletmódot.
Részterületei a kultúrák vizuális alrendszereit tanulmányozó szakantropológiák: művészetantropológia, a fotóantropológiai, az antropológiai dokumentumfilm, a tárgyi rendszerek antropológiája, a tér- és testhasználat antropológiája, a médiaantropológia stb. Felhasználja a proxemika, a kinezika és a nonverbális kommunikáció, illetve a látás pszichológiájának kultúrából eredő szabályait.